# Douglas High School Old Boys Association Football Club
Il Douglas High School Old Boys A.F.C. è una società calcistica di Onchan, Isola di Man. Milita nella Premier League, la massima divisione del campionato nazionale.

## Storia
Fondato nel 1926, il club ha vinto sei campionati nazionali e dieci Manx Fa Cup, di cui quattro consecutive tra le stagioni 1964-65/ 1967-68.

## Palmarès

### Campionato
- Division One champions (6): 1966-67, 1982-83, 1988-89, 1989-90, 1990-91, 1996-97

### Coppe
- Manx FA Cup (10): 1964-65, 1965-66, 1966-67, 1967-68, 1969-70, 1982-83, 1988-89, 1990-91, 1991-92, 1995-96
- Hospital Cup (2): 1987-88, 1994-95
- Railway Cup (5): 1988-89, 1991-92, 1993-94, 1995-96, 1999-2000
- Woods Cup (1): 2006-07
- Paul Henry Gold Cup (1): 2006-07